# Corrèze
Corrèze este un departament din zona central-sudică a Franței, situat în regiunea Limousin. Este unul dintre departamentele originale ale Franței create în urma Revoluției din 1790. Este numit după râul omonim care traversează departamentul. 

## Localități selectate

### Prefectură
- Tulle

### Sub-prefecturi
- Brive-la-Gaillarde
- Ussel

## Diviziuni administrative
- 3 arondismente;
- 37 cantoane;
- 286 comune;